# Ashoknagar (stad)
Ashoknagar is een plaats (klasse P - bevolkte plaatsen) in het Ashoknagar district in de staat Madhya Pradesh, India (Azië) met de regio lettertype code
Het is gelegen op een hoogte van 511 meter boven de zeespiegel en het aantal inwoners in 2001 bedroeg 64.722.
Ashoknagar is ook bekend als Ashoknagar, Pachhar. 